# Tethya nux
Tethya nux är en svampdjursart som först beskrevs av Emil Selenka 1867.  Tethya nux ingår i släktet Tethya och familjen Tethyidae. Inga underarter finns listade i Catalogue of Life.